# Művészettörténeti korszakok
A művészettörténeti korszakok vizsgálata a képzőművészet történetének, összefüggéseinek feltárását segíti, a topográfiai jellegű művészettörténet-írás mellett (lásd: Művészettörténet országok szerint). A 19. század végétől a művészettörténészek az európai középkorhoz és újkorhoz különböző korstílusokat is társítottak. E korstílusoknak megfelelően újabb művészettörténeti alkorszakok, úgynevezett stílustörténeti korszakok váltak elkülöníthetővé (például a manierizmus). A kortárs művészettörténet már nem a stílusfogalom alapján vizsgálódik, de a stílustörténeti korszakok még mindig célszerűek és hasznosak, annak ellenére is, hogy Ernst Gombrich A művészet története című munkájában rámutatott, a fejlődés folyamatos, nincsenek olyan nagy különbségek, mint azt korábban gondolták (pl. a középkor teljes igénnyel az ókori művészet folytatása).
Az alábbiakban az őskori, ókori, keleti és középkori művészetet régiók, illetve az időben egymással párhuzamos önálló kultúrák szerint csoportosítjuk. Az újkort ugyanakkor az egyes stílustörténeti korszakok szerint tagoljuk.

## Őskori művészet
Az őskori művészetet a kezdetektől az írott történelem kezdetéig tárgyalják.
- Őskőkori művészet
  - Barlangrajz
- A neolitikum művészete
  - Megalitikus kultúrák
- Törzsi művészet
  - Indián művészet

## Ókoriművészet
Az írott történelem kezdeteitől a Római Birodalom bukásáig számítják az ókori művészetet. A mai Irán területén ókorinak számítják az iszlám előtti művészeteket is.
- Ókori Kelet
  - Egyiptom művészete
  - Mezopotámia művészete
  - Fönícia művészete
  - Hettita művészet
  - Uratui művészet
  - Elám művészete
  - Ókori zsidó művészet
  - Lüdia művészete
  - Lükia művészete
  - Óperzsa művészet
  - Pártus művészet
  - Hellenisztikus művészet
  - Szászánida művészet
- Európa
  - Égeikum
    - Minószi művészet
    - Kükladikus kultúra
    - Helladikus kultúra
    - Mükénéi kultúra
    - Ókori görög művészet

  - Az ókori Itália művészete
    - Italikus művészet
    - Etruszk művészet
    - Italióta művészet
    - Római művészet

  - Kelta művészet
  - Ibér művészet
  - Szkíta művészet
  - Szarmata művészet
  - Római provinciális művészet
    - Pannonia művészete

  - Ókeresztény művészet
- Prekolumbiánus művészet

## Keleti művészetek
Az európai művészettörténet-tudomány a 20. század óta foglalkozik a keleti művészetekkel is. Általában önálló fejezetet szoktak kapni, hiszen ahistorikus szemléletük miatt gyakorlatilag az ókor óta egységes arculatot mutattak. 
- Az iszlám művészete
- India képzőművészete és építészete
- Gandhára művészete
- Lámaista művészet
- Délkelet-Ázsia művészete
- Kína művészete
- Korea művészete
- Japán művészete

## Középkori művészet
A középkori művészetet a reneszánsz kor kezdetéig tárgyalják, bár egyes jelenségei, mint a késő gótika párhuzamos a reneszánsszal. 
- Kopt művészet
- Bizánci művészet
- Népvándorlás kori művészet
- Viking művészet
- Karoling művészet
- Omajjád művészet
- Ottó-kori művészet
- Romanika
- Gótika
- Késő középkori művészet

## Reneszánsz
A középkor és az újkor határán álló stílustörténeti korszakot azért szokták önálló művészettörténeti korként tárgyalni, mert bár szemlélete még erősen kötődik a középkorhoz (a trecento például megfelel az itáliai gótikának), de számos olyan vonást mutat, amelyek napjainkig meghatározzák a művészetről alkotott képet.
- Trecento
- Quattrocento
- Cinquecento
- Velencei reneszánsz

## Újkoriművészet
Az Amerika felfedezése utáni idők művészete stílustörténeti korszakok szerint. Ez a felosztás kezdetben elsősorban Európára vonatkozik, a 19. századra azonban már a többi földrész europaizálódó területeire is érvényes. A jelenkor művészete is ide tartozik.
- Manierizmus
- Barokk
  - Régence stílus
  - Rokokó
  - Copf stílus
- Klasszicizmus
  - Empire
- Romantika
  - Biedermeier
- Realizmus
- Historizmus
  - Eklektika
  - Akadémizmus
- Klasszikus modernség
  - Szimbolizmus
  - Naturalizmus
  - Impresszionizmus
  - Posztimpresszionizmus
  - Szecesszió
- A 20. század művészete
  - Szürrealizmus
  - Avantgárd
  - Art déco
  - Neoklasszicizmus
  - Kortárs művészet